# Colli Berici spumante
Il Colli Berici spumante è un vino DOC la cui produzione è consentita nella provincia di Vicenza.

## Caratteristiche organolettiche
- colore: paglierino più o meno intenso, brillante-spuma fine e persistente.
- odore: gradevole, fruttato.
- sapore: secco, fresco, fine, armonico.

## Produzione
Provincia, stagione, volume in ettolitri
- nessun dato disponibile